# Takamine
Takamine Musical Instruments Manufacturing Co., Ltd. (株式会社 高峰楽器製作所, Kabushiki-gaisha Takamine Gakki Seisakusho) é uma fabricante japonesa de instrumentos com sede em Nakatsugawa, Gifu, Japão. É considerada uma das principais fabricantes de violões de cordas de aço no mundo.
Em 1978, foi uma das primeiras empresas de violões a introduzir modelos eletro-acústicos, onde foram pioneiros na produção do pré-amplificador-equalizador.

## História
Fundada em dezembro de 1959 como "Ozone Musical Instrument Manufacturing", em homenagem ao seu fundador, Ozone, nativo da cidade de Nagoya, a pequena empresa familiar logo teve que deixar a cidade após quase ter sido destruída quando o tufão Vera passou pela região.   Com sua nova loja e linha de produção localizada na cidade rural de Sakashita, perto do Monte Takamine, Ozone homenageou a montanha quando mudou o nome da empresa para "Takamine Musical Instruments Manufacturing Co., Ltd." em maio de 1962,  quando o anteriormente pequeno negócio começou a crescer no mercado local. 
Pouco tempo depois, a empresa já havia se estabelecido como uma das principais fabricantes de bandolins e violões clássicos inicialmenteem nível nacional, para depois expandir seu quadro de funcionários para 60. Em 1968 o luthier Mass Hirade inicia seus trabalhos na empresa, responsável por grandes melhorias nos processos de design e fabricação.  
Em 1975, Hirade se tornou presidente da empresa e trabalhou para concretizar sua visão de expandir o público da empresa para um mercado internacional.    Em 1977, o guitarrista Glenn Frey do Eagles usou um modelo EF400S de 12 cordas para gravar a introdução icônica da música " Hotel California ", que instantaneamente se tornou um dos maiores sucessos da banda. 
Embora fosse conhecida principalmente por violões acústicos e eletroacústicos, a Takamine produziu uma edição limitada de guitarras elétricas  e baixos elétricos em meados da década de 1980. Embora haja uma quantidade um tanto limitada de informações sobre esses produtos - em comparação com suas contrapartes acústicas -, sabe-se que algumas dessas guitarras tinham corpos que se inspiravam nos desenhos de instrumentos como Fender Stratocasters e Gibson Explorers. 
Na década de 1990, a posição de Takamine como uma grande força no mercado musical internacional, consolidada nas décadas anteriores, levou a colaborações com artistas como o astro country Garth Brooks, o cantor e compositor Steve Wariner e o multi-instrumentista John Jorgenson, resultando nos primeiros modelos assinatura da Takamine. Em 1993, a fábrica da empresa introduziu máquinas CNC que agregaram ao já conhecido trabalho de Takamine de marchetaria. 
Logo após, os modelos da G Series, com o objetivo de oferecer instrumentos acessíveis, porém construídos sob os rigorosos padrões de qualidade da Takamine, levando o nome da marca e disponíveis em todos os diferentes formatos de corpo, madeiras e acabamentos dos instrumentos fabricados no Japão, apresentando pré-amplificadores mais simples.

Desde março de 2015, a distribuição da Takamine nos Estados Unidos é feita pela empresa japonesa de guitarras ESP Guitars .  No Brasil, a merca vem sido distribuída pela empresa Sonotec desde 1991.

## Músicos

### Modelos Assinatura[10]
- Garth Brooks
- John Jorgenson
- Glenn Frey
- Kenny Chesney
- Toby Keith

### Artistas em Destaque[11]
Internacionais
- Jon Bon Jovi
- Blake Shelton
- Steven Wilson ( Porcupine Tree )
- Bruce Springsteen
- Nancy Wilson ( Heart )
- Hozier
- Bruno Mars
- João Scofield
- Reba Meyers ( Code Orange )
- Rick Astley
- Jeff Stinco ( Simple Plan )
- Howie Day
- Adam Dutkiewicz ( Killswitch Engage )

Nacionais
- Bruno e Marrone
- Gusttavo Lima
- Sá e Guarabyra
- Fernando e Sorocaba
- Cezar e Paulinho

## Links Externos
- Sítio oficial

Predefinição:Guitar brands